# ازان
ازان، روستایی در دهستان ازان بخش مرکزی شهرستان میمه و وزوان در استان اصفهان ایران است. این روستا، مرکز دهستان ازان است.

## جمعیت
بر پایه سرشماری عمومی نفوس و مسکن در سال ۱۳۹۵، جمعیت این روستا برابر با ۳٬۱۰۲ نفر (۱٬۰۱۴ خانوار) بوده است.